# Stadion am Brentanobad
Stadion am Brentanobad är en fotbollsstadion i Frankfurt i Tyskland. Den har kapacitet för 5 200 åskådare och är hemmaplan för FFC Frankfurt och SG Rot-Weiß Frankfurt.